# Biblioteca de la Universidad Pontificia de Salamanca
La Biblioteca de la Universidad Pontificia de Salamanca es un servicio de apoyo a la docencia, al estudio y a la investigación de la comunidad universitaria. Está constituida por todos los fondos bibliográficos y documentales, con independencia de su soporte material, su tipología documental y su ubicación física, integrantes del patrimonio de la Universidad, adquiridos a cargo del presupuesto de la Universidad, obtenidos con financiación exterior o procedentes de intercambio, donaciones y legados de otras personas físicas y jurídicas.

## Historia
Los orígenes de la Biblioteca de la Universidad Pontificia de Salamanca se remontan a 1779, cuando se crea el Seminario Conciliar de Salamanca. Esta Librería que se irá enriqueciendo con el paso del tiempo, será cedida en 1940 por el Obispo Pla y Deniel a la Universidad Pontificia de Salamanca (UPSA), creándose la actual Biblioteca. En el año 2002, se inaugura la Biblioteca Vargas-Zúñiga, sita en el edificio histórico de la Universidad y obra del arquitecto Emilio Sánchez Gil.
El primer director, llamado "Prefecto de la biblioteca" fue el Dr. D. Francisco de Asís González (1940-1944). Le sucedió en el cargo Lorenzo Turrado (1944-1952) hasta que fue nombrado Rector Magnífico de la Universidad. En 1952 Luis Arnaldich...

## Fondos
La biblioteca cuenta con más de 350.000 volúmenes de monografías, 2.500 títulos de revistas, 1.000 de ellos vivos, 5.000 películas y series. Más de 5.000 títulos de revistas electrónicas, cerca de 50.000 libros electrónicos. 20.000 objetos digitales en el repositorio institucional SUMMA. 

### Fondo moderno
Los cambios en el sistema educativo con la aparición de grados, Bolonia y los nuevos modelos de aprendizaje en grupo, titulaciones a distancia, semipresenciales; la internacionalización y la movilidad de estudiantes; las redes de investigadores; la necesidad de una formación transversal en competencias informacionales; han obligado  a la adaptación de los servicios de la biblioteca.  Para ello la biblioteca ha adaptado su colección, incorporando recursos de calidad y cada vez más en soporte digital, creando contenidos propios digitales o convirtiendo los analógicos a digital y dándoles visibilidad. También se han adaptado espacios para ofrecer distintas opciones de trabajo: en silencio, en grupo, distendido; y dotar a esos espacios de los medios tecnológicos adecuados, así como de las condiciones ambientales más adecuadas.    

### Fondo antiguo
La biblioteca cuenta con 30.000 volúmenes de fondo antiguo. Entre ellos tres incunables, entre los que destaca "Summa Angelia" de A. Clavassio (1496); "Liber Regulae Pastoralis" de San Gregorio (siglo XII) y "Suplementum Chronicarum" de Juan Felipe de Bérgamo.    

### Archivo universitario
El Archivo General de la Universidad Pontificia alberga fondos administrativos e históricos de la Universidad, fondos históricos de otras instituciones y fondos personales adquiridos a través de donaciones y legados.
El fondo de la Universidad Pontificia está formado por la documentación que la Universidad genera al realizar sus funciones.
Entre los archivos de otras instituciones destacan los fondos del Seminario Conciliar y de los antiguos Colegios Menores suprimidos y agregados al Seminario a finales del siglo XVIII (Colegio de los Doctrinos, Colegio de Pan y Carbón, Colegio de Santa Catalina, Colegio de Santa Tomás, Colegio de Santa María, Colegio Unido de Santa María y Santo Tomás), y el fondo del Colegio-Monasterio benedictino de San Vicente, que pasó a ser custodiado por el Seminario en la época de la Desamortización.
Procedentes de donaciones y legados se conservan los fondos personales de Lamberto de Echeverría, Ángel Benito y Durán, y Melquíades Andrés Martín, entre otros. El archivo custodia además documentos de la Confederación Nacional de Cabildos Catedrales y Colegiales de España y del Sodalicio PPC.
El catálogo de los fondos del Archivo Histórico puede consultarse a través del repositorio institucional http://summa.upsa.es

## Servicios bibliotecarios
- Consulta en sala: más de 600 puestos de lectura. Libre acceso a monografías, publicaciones periódicas, películas...
- Formación de usuarios. La biblioteca organiza visitas y sesiones de formación para todos los usuarios interesados en el aprovechamiento y mejor uso de todos los recursos de la biblioteca.
- Apoyo a la docencia, a la investigación  e innovación: asesoramiento en cuestiones de indicadores de calidad, acreditación, propiedad intelectual, publicación en acceso abierto, etc.
- Información bibliográfica: solicitada directamente a la biblioteca. O bien mediante la realización de cursos de formación para poderla obtener.
- Hemeroteca. En todas las bibliotecas de la UPSA, existe una sección dedicada a las revistas. Además, en la Biblioteca Francisco Suárez puede consultar diarios locales, regionales, nacionales e internacionales, semanarios, revistas y algunos otros géneros periodísticos, tanto en papel como en otros soportes.
- Videoteca. Más de 5000 títulos de películas, series y documentales
- Préstamo domiciliario. Existen documentos excluidos del préstamo como revistas, documentos

antiguos, obras de referencia, etc.
- Préstamo interbibliotecario.
- Préstamo de portátiles, netbooks, lectores de libros electrónicos, tabletas y cámaras de foto y video digitales.
- Reprografía.
- Acceso a Internet. Puede navegar por la red en los ordenadores a su disposición en las bibliotecas. También puede utilizar el acceso WI-FI en todas las bibliotecas con portátiles y otros dispositivos móviles
- Sala de investigadores.

## Catálogo
La tarea de automatización de los fondos de la biblioteca se inició en el año 2001 de forma cooperativa junto con la Universidad de Salamanca con el software de gestión bibliotecaria Innopac Millenium. En 2014 cambió este sistema por KOHA, convirtiéndose así en la primera universidad española en migrar de un software de gestión de biblioteca propietario a un software libre.

## Estructura
Biblioteca Vargas-Zúñiga: Es la biblioteca de mayor tamaño y está ubicada en el edificio histórico de la Universidad Pontificia de Salamanca. Contiene fondos y colecciones generales y todos los relacionados con las titulaciones impartidas en la sede central (Teología, Filosofía, Humanidades, Informática, Enfermería, Logopedia...). En ella se localizan la dirección y los servicios centrales de la Biblioteca de la UPSA.
Biblioteca del Campus Champagnat: Se encuentra en el Campus Champagnat de la UPSA y contiene los fondos especializados de las titulaciones impartidas en las Facultades de dicho campus (Educación, Publicidad, Relaciones públicas, Periodismo...)

## Cooperación bibliotecaria
La biblioteca de la Universidad Pontificia de Salamanca forma parte de asociaciones encaminadas a potenciar la cooperación bibliotecaria y la optimización de sus recursos, como: 
- REBIUN, Red de Bibliotecas Universitarias Españolas.
- ABIE. Asociación de Bibliotecarios de la Iglesia en España
- BETH. Bibliotecas Europeas de Teología